# Koen Raymaekers

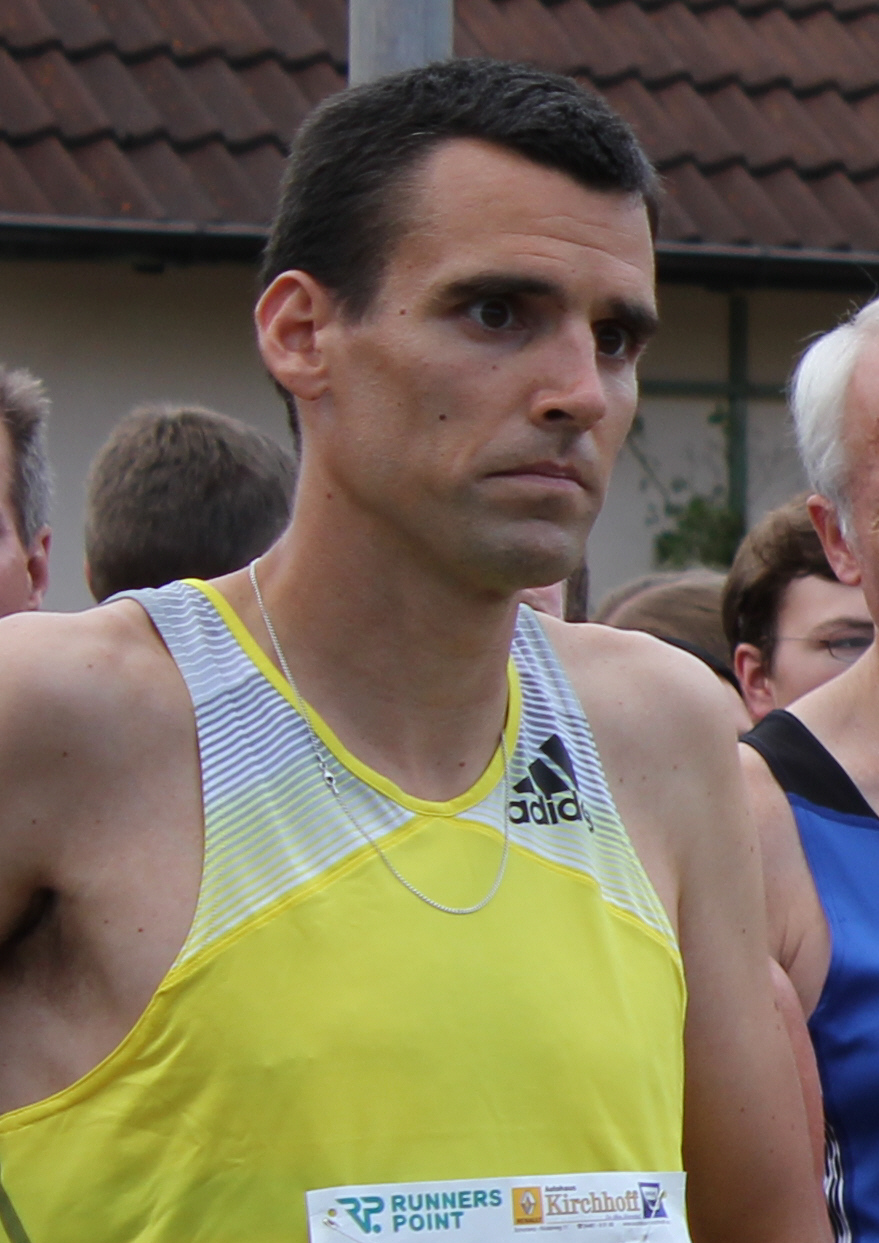
Koen Raymaekers 2013 in Schortens

Koen Raymaekers (* 31. Januar 1980 in Cothen) ist ein niederländischer Langstreckenläufer. 
Er ist dreimaliger niederländischer Meister im Halbmarathon (2003, 2006 und 2007) und gewann den Titel über die 10 km im Jahre 2010 in Tilburg. In den Jahren 2009 und 2010 wurde er außerdem niederländischer Marathonmeister. 